# Pielisjärvi härad
Pielisjärvi härad är ett före detta härad i Kuopio län, därefter i Norra Karelens län i Finland. Häradet bildades genom delning av Karelens övre härad 1850.
Ytan (landsareal) var 8234,4 km² 1910; häradet hade 31 december 1908 38.114 invånare med en befolkningstäthet av 4,6 inv/km².

## Kommuner
De ingående landskommunerna var 1910 som följer:
- Juga, finska: Juuka
- Nurmes landskommun, finska: Nurmeksen maalaiskunta
- Pielisjärvi
- Rautavaara
- Valtimo

Dessutom ingick Nurmes köping. Lieksa köping bröts ut ur Pielisjärvi 1936. När Norra Karelens län bildades 1960 fördes Pielisjärvi härad till det nya länet, med undantag av Rautavaara som i stället överfördes till Idensalmi härad. Lieksa och Pielisjärvi återförenades som Lieksa stad 1973. Samma år slogs Nurmes köping och landskommun ihop till Nurmes stad.